# ドレスデン市電NGT DX DD形電車
NGT DX DDは、ドイツの路面電車であるドレスデン市電に在籍する車両。バリアフリーに適した超低床電車で、2022年から営業運転を開始した。形式名は「低床式連接電車（Niederflurgelenktriebwagen）・10軸（Drehgestell X）・ドレスデン向け車両（Typ Dresden）」を意味する。

## 概要
ドレスデン市電では1995年以降バリアフリーに適した超低床電車の導入を継続的に進めていたが、2010年代後半になると初期に導入された車両の老朽化が進み、置き換えが課題となっていた。そこで、ドレスデン市電を運営するドレスデン交通企業体は2017年から新型車両導入に関するプロジェクトを進め、2019年8月にボンバルディア・トランスポーテーションとの契約を結んだ。これに基づき、ボンバルディア・トランスポーテーションおよび同社を吸収したアルストムによって開発・製造が実施されたのが「NGT DX DD」である。当初の契約分は30両であったが、後に10両分のオプション権を用い3両の追加発注が実施されている。
NGT DX DDは5車体連接式の車両で、運転台や乗降扉が片側のみに存在する片運転台車両に加え、工事や事故などでループ線が使用不可能な場合に対応した両運転台車両の導入も実施される。車幅は2,650 mmで、従来の超低床電車（2,300 mm）から拡大している。車内は機器のメンテナンスの容易さという観点から、動力台車が設置されている場所を除いた全体の65 %が床上高さを下げた低床構造になっており、車椅子やベビーカーに対応したフリースペースが4箇所設置されている。座席数は既存の超低床電車から減少した一方、座席はシートピッチが拡大し乗り心地の向上が図られている。車内照明には時間や季節に応じて色調が変化可能なLEDが採用されており、冷暖房双方に対応し車内の二酸化炭素含有量に応じて外部からの空気の供給量を調節する空調装置を含め、従来の車両と比べ空調や照明に使用される消費電力を15 %削減している。

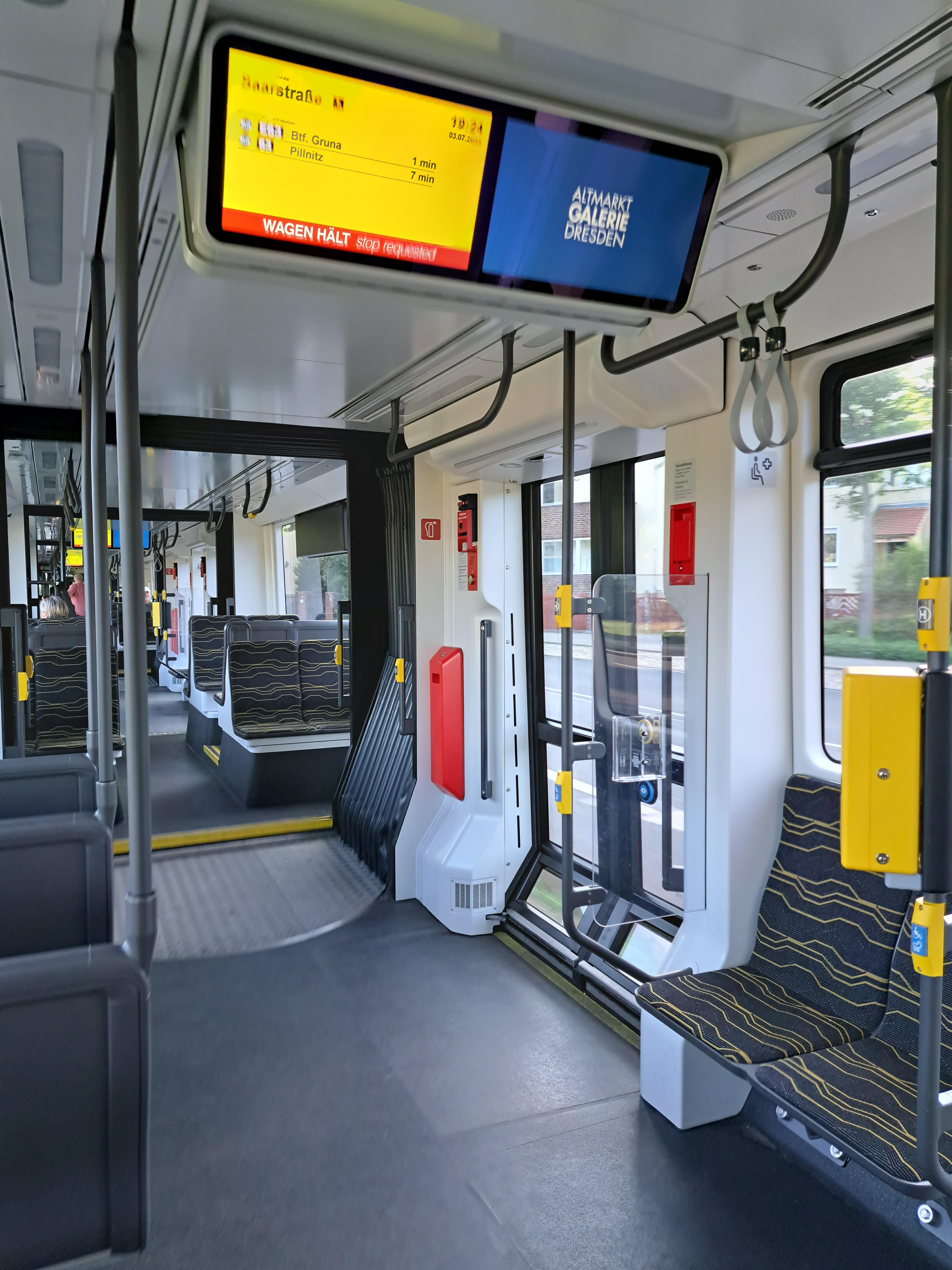
車内
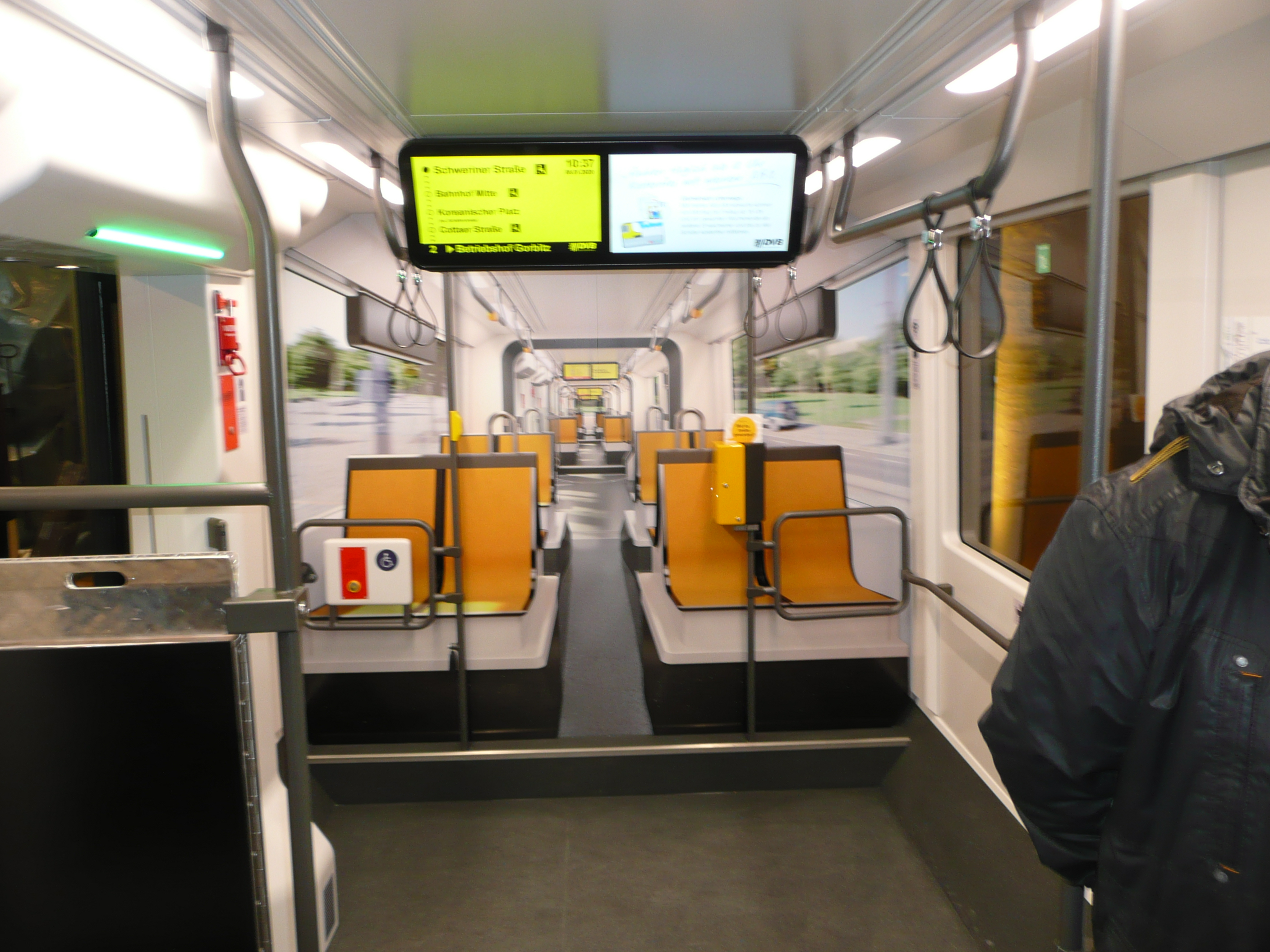
車内（モックアップ）

最初の車両となった片運転台車両の2901は2020年から2021年にかけて製造が実施され、同年10月にドレスデン市電に納入された。そして試運転を経た後、2022年11月26日から利用客が多い2号線で営業運転を開始した。以降は順次同系統に向けて導入が進められている他、最混雑系統である7号線を含めた他の系統についても車幅2,650 mmのNGT DX DDに対応した改良工事が完了次第、順次営業運転に投入される。更に2024年7月には、オプション権を用いて片運転台車両7両の増備が発表されており、これらは2026年から2027年にかけて製造され、NGT DX DDは合計40両が導入される事になっている。これによってドレスデン市電の輸送力が増強される他、高床式電車のタトラT4や初期の超低床電車であるNGT 6 DDの廃車が進められている。
また、NGT DX DDは車体や車内のデザイン性が高く評価され、2022年のiFデザイン賞の金賞を獲得している。

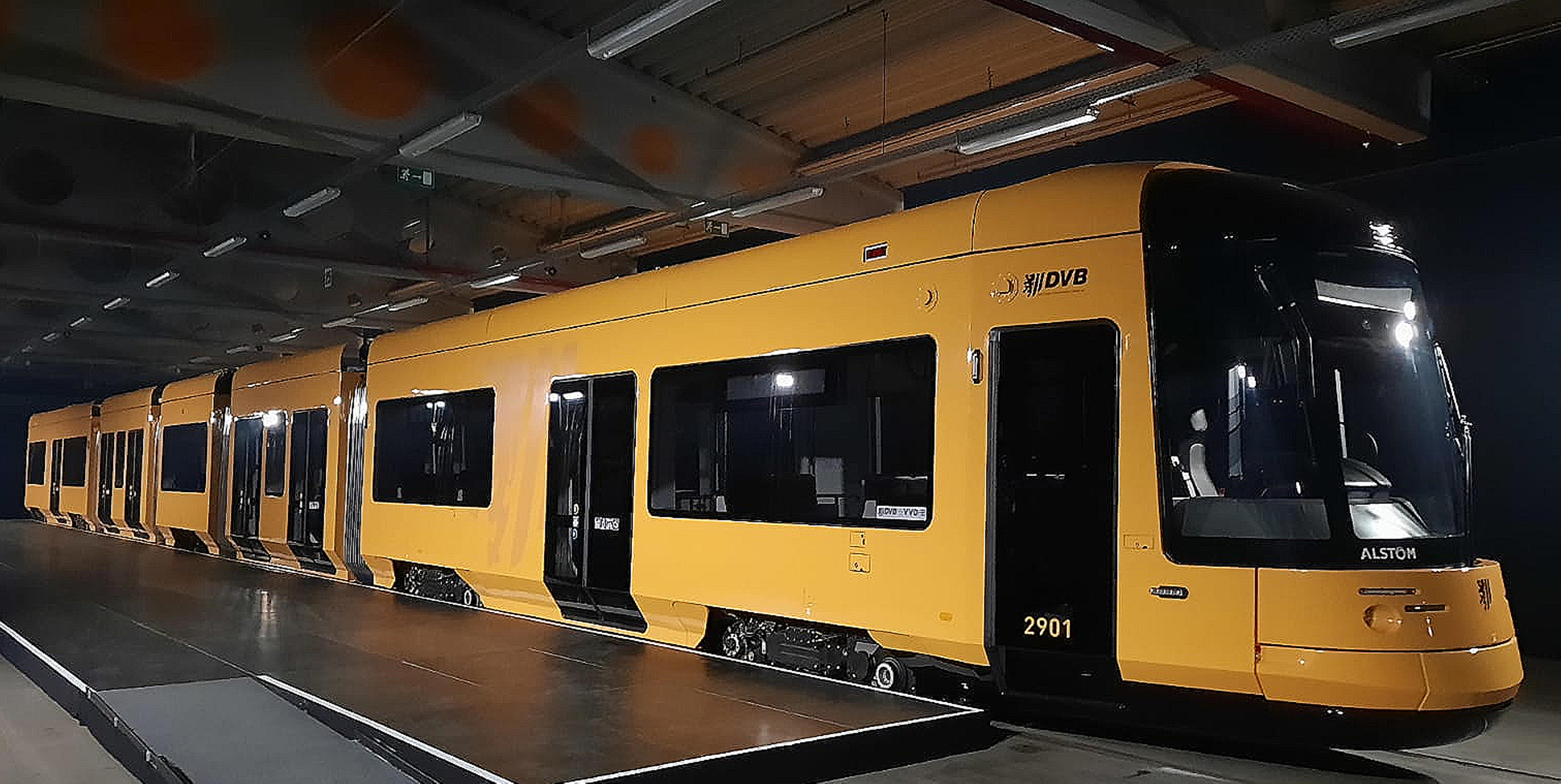
ドレスデン市電に納入された2901（2021年撮影）
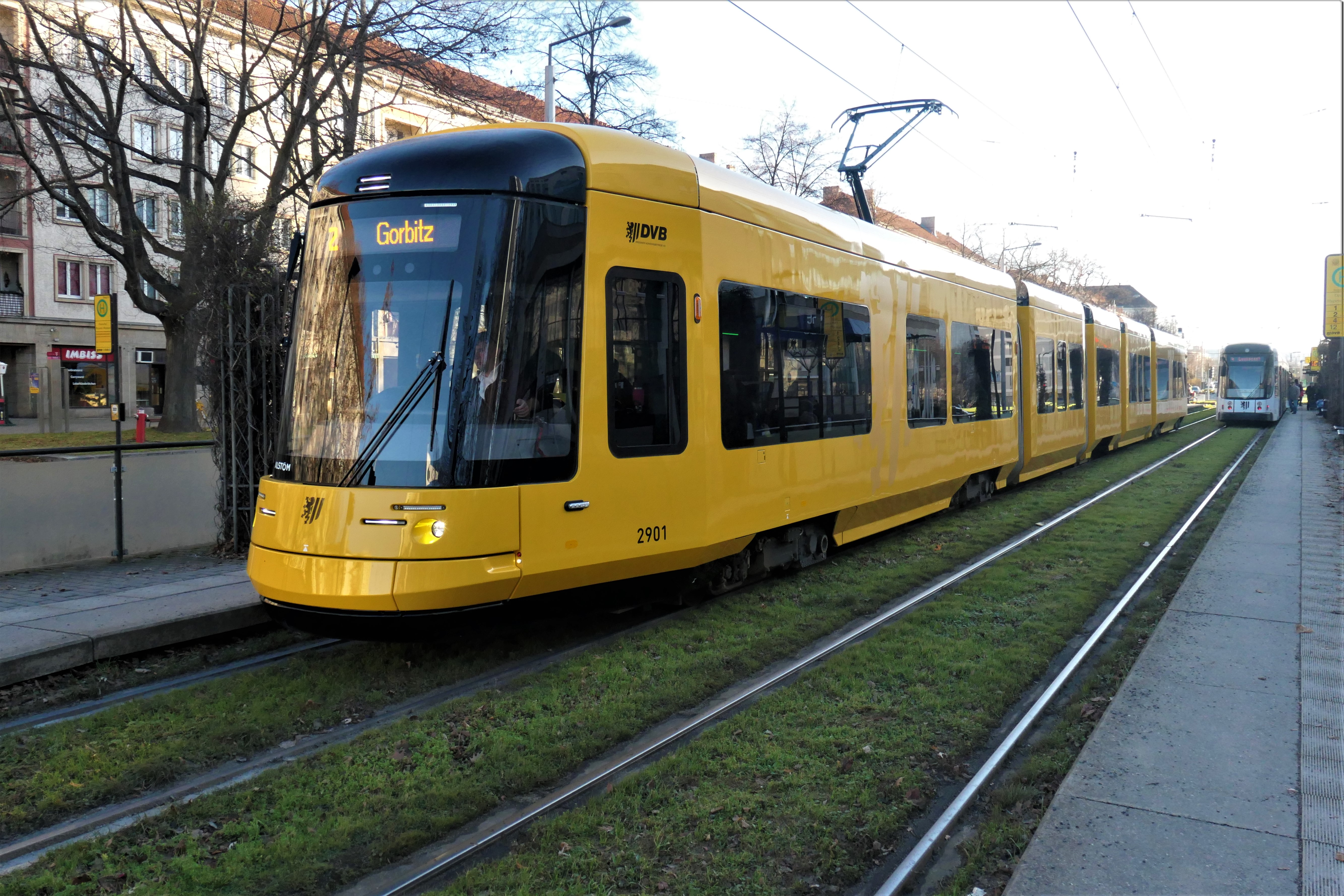
営業運転に使用される2901（2022年撮影）
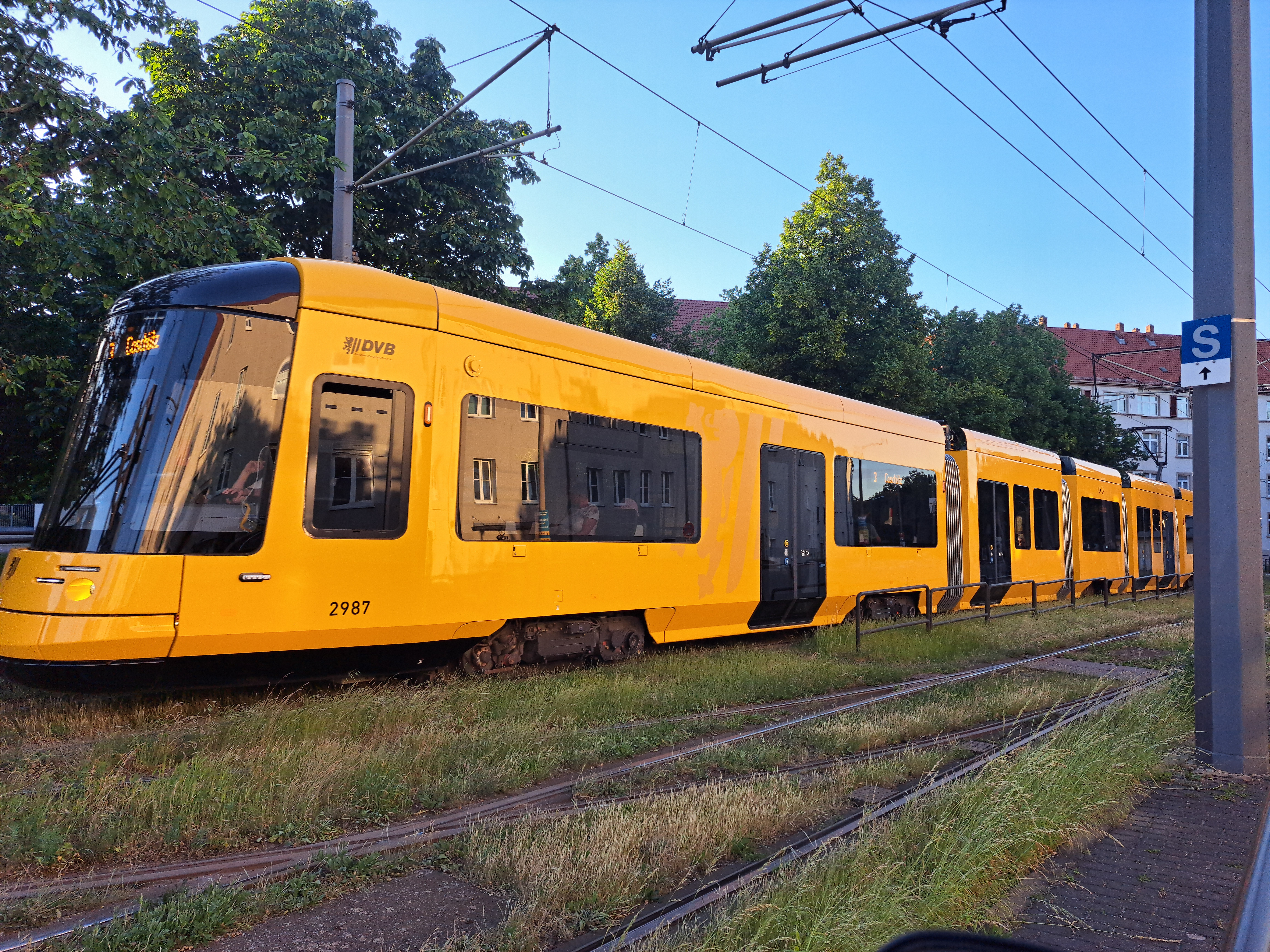
両運転台車両の2987（2024年撮影）
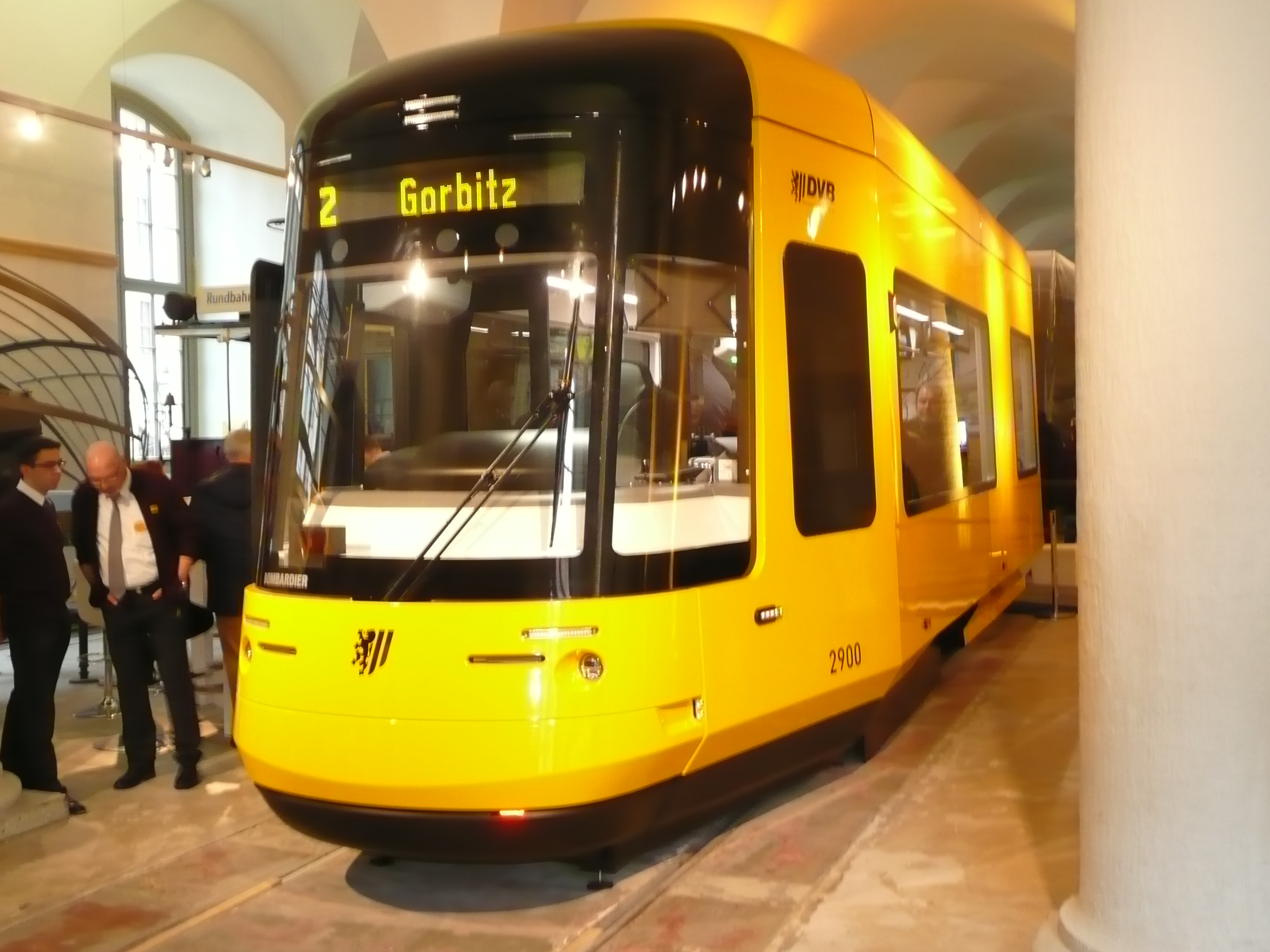
製造に先立つ2020年にはモックアップが作られた（2020年撮影）